# Récital
 (juin 2018).
Un récital est un concert donné par une seule personne (en public ou en privé), et souvent sur un thème donné. On parle également de récital dans la chanson et la poésie.

## Origine
Franz Liszt est connu pour avoir été le précurseur du récital. Il s'agit d'un anglicisme venant de recital (récitation, déclamation) utilisé par Liszt lui-même pour qualifier ces concerts où ne joue qu'une unique personne. Liszt avait parfois utilisé les termes de « soliloque musical » ou « monologue pianistique » pour désigner ses concerts. Le terme a d'abord été utilisé à Londres en 1840, les affiches placardées sur les Hanover Square Rooms indiquant : « Mr. Liszt will give, at Two o'clock on Tuesday morning, June, 9, RECITALS on the PIANOFORTE », la suite indiquant le programme, qui comprenait des œuvres de Ludwig van Beethoven et Franz Schubert. Chaque pièce était un récital, d'où le pluriel de l'affiche.

Les concerts payants existaient déjà ; ainsi, Beethoven, qui était un remarquable pianiste à la technique impressionnante, était extrêmement demandé et somptueusement payé, mais il ne fit que trois tournées dans sa vie. Liszt est quant à lui le premier à avoir eu l'idée de jouer par cœur tout un programme devant une salle d'anonymes payants, à garder en tête ce qu'on appelle aujourd'hui un répertoire (qui allait de Bach à Chopin), à placer son piano de telle sorte que le couvercle renvoie le son vers la salle, et tout cela en étant seul sur scène. Parfois, il jouait sur deux pianos différents, parce qu'il en cassait fréquemment les cordes, mais aussi pour qu'on pût admirer ses deux profils. Ainsi, en inventant le récital moderne, Liszt a aussi inventé la célébrité. Car ses tournées et ses concerts déclenchèrent un engouement inédit du public, de véritables délires populaires.

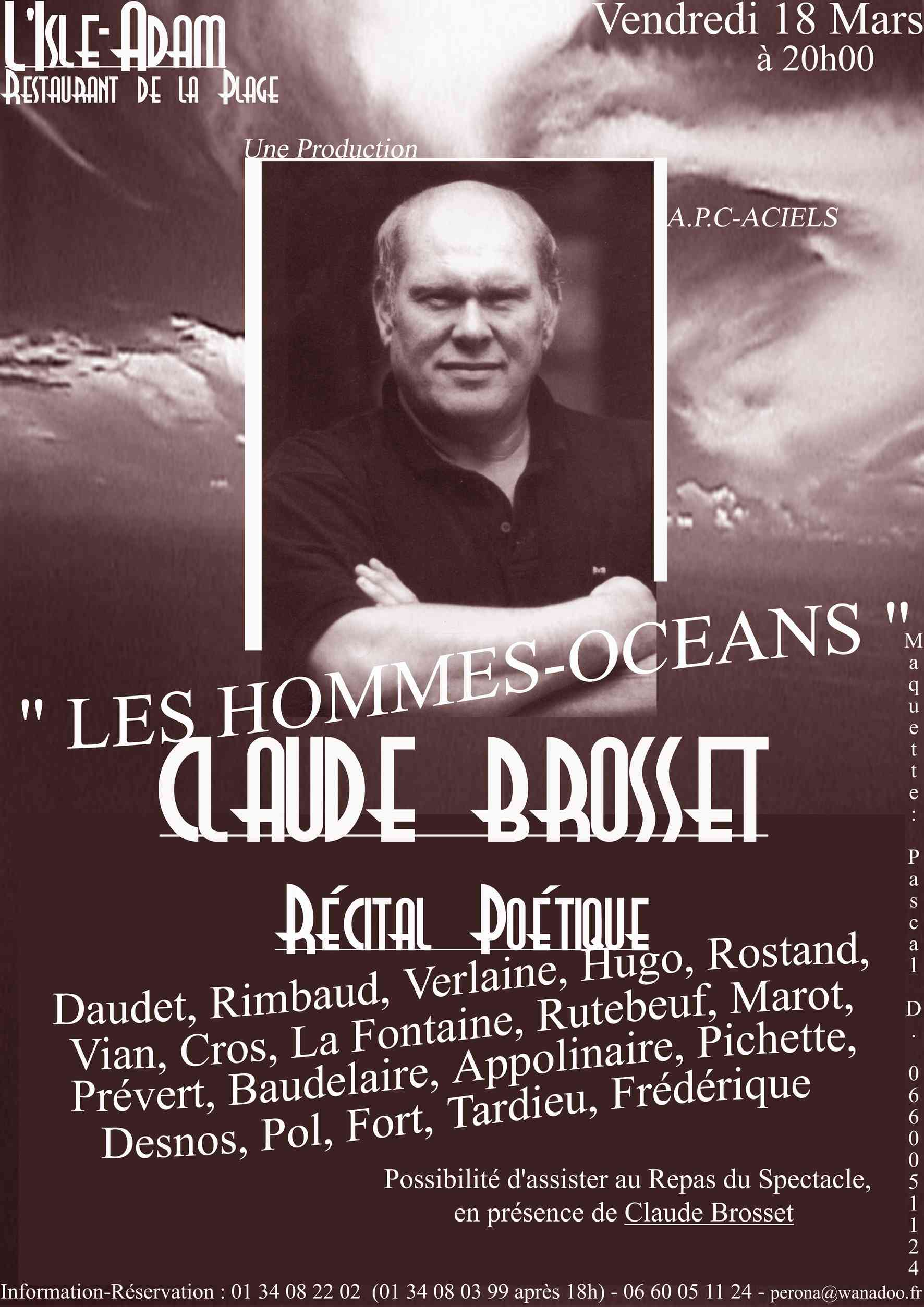
Affiche du récital poétique Les Hommes-Océans donné par Claude Brosset à L'Isle-Adam en 2008

Le récital est désormais un passage obligé pour tout virtuose désireux de faire connaître son art.

## Chanson et poésie
Le récital est également pratiqué dans la chanson et la poésie. Ce dernier consiste à proposer un spectacle composé d'une sélection de chansons ou de poésies.